# Kiryat Ono
Kiryat Ono (in ebraico קִרְיַת אוֹנוֹ‎?, in arabo كريات أونو‎?, anche Qiryat Ono) è una città del distretto di Tel Aviv in Israele. È posizionata ad 11 kilometri ad est di Tel Aviv, su quello che si ritiene essere il sito della biblica Vallata di Ono (Neemia 10:12). Nel 2004 aveva una popolazione di 30 000 abitanti.
Kfar Ono, in seguito Kiryat Ono, venne fondata nel 1939, nel 1992 ottenne lo status di città.

## Amministrazione

### Gemellaggi
- Drachten
- Dormagen, dal 1995